# 로버트 랭글랜즈
로버트 필런 랭글랜즈(영어: Robert Phelan Langlands, 1936–)은 캐나다의 수학자이다. 표현론과 보형 형식을 수론의 갈루아 군과 관계짓는 랭글랜즈 프로그램의 창시자이다.

## 생애
1936년 캐나다 뉴웨스트민스터에서 태어났다. 브리티시컬럼비아 대학교에서 학사 (1957) 및 석사 (1958) 학위를 받았고, 예일 대학교에서 박사 학위를 1960년 받았다. 그 뒤 1960–1967년 동안 프린스턴 대학교에서 조교수로 있다가, 1967–1972년 동안 예일 대학교에 있었다. 1972년 프린스턴 고등연구소 헤르만 바일 석좌교수가 되었고, 2007년 1월 은퇴하였다.

## 학력
- 1953년~1957년: 브리티시컬럼비아 대학교 (학사)
- 1957년~1958년: 브리티시컬럼비아 대학교 (석사)
- 1958년~1960년: 예일 대학교 (박사)

## 참고 문헌
1. ↑  List of Fellows of the American Mathematical Society